# Northern soul
Northern soul är en musik- och danskultur som uppstod ur den brittiska modskulturen, ursprungligen i norra England under det sena 1960-talet. Northern soul består av en speciell stil inom den svarta amerikanska soulmusiken baserad på det snabba upptempot som karaktäriserar Tamla Motowns inspelningar från mitten av 1960-talet. Northern soul-scenen undviker dock de mest kända Motowninspelningarna och kopiorna. Istället favoriseras mindre kända inspelningar, initialt endast utgivna i små upplagor, ofta på små regionala amerikanska skivbolag som Ric-Tic och Golden World (Detroit), Mirwood (Los Angeles) och Shout och Okeh (New York/Chicago). Samling av vinylsinglar är en stor del i northern soul-kulturen och de dyraste och mest eftertraktade skivorna betingar höga priser. Namnet northern soul har inte att göra med varifrån musiken kom – det kan vara soulmusik från hela USA – utan syftar istället till att det var i norra England scenen uppkom och det var främst där musiken var populär.

## Historik
Nattklubben The Twisted Wheel i Manchester som var öppen 1963 till 1971 var ett av de första ställena att spela northern soul och blev en viktig plats i musikrörelsens utveckling. Bland senare klubbar som blev viktiga finns exempelvis Blackpool Mecca, Golden Torch och Wigan Casino. Under northern souls tidiga år i slutet av 1960-talet och början av 1970-talet spelades i regel inga nysläppta singlar utan fokus var generellt på musik från mitten av 1960-talet. "Nyupptäckta" låtar introducerades för dansgolven av DJ:s på de inflytelserika klubbarna. Då dansarna efterfrågade fler låtar började klubbarna privatimportera singlar från USA, ofta mycket ovanliga singlar utgivna i endast en handfull exemplar. Senare under 1970-talet började vissa klubbar och DJ:s röra sig bort från 60-talets Motownstil och började spela nysläppt musik med en mer samtida ljudbild.
Northern soul som dansstil blev med tiden allt mer atletisk och inkorporerade element som hopp, sparkar och piruetter, ibland inspirerade av de turnerande amerikanska soulakterna som Little Anthony & The Imperials och Jackie Wilson. Dansstilen har vissa likheter med senare stilar som breakdance och disco.

### Mode och bildspråk
Klädmässigt var modsstilen till en början dominerande inom northern soul-scenen med button down-skjortor från Ben Sherman, brogues och Levi's jeans, men även vissa plagg som inte tillhör modsstilen var populära som exempelvis bowlingskjortor. Efter hand ändrades klädstilen av praktiska skäl till mer löst sittande kläder för att inte hindra dansen. Vanligt blev linnen och säckiga oxfordbyxor med hög midja. Bowlingväskor med påsydda tygmärken som visade tillhörighet i soulklubbar var också vanligt.
Den knutna näven hämtad från Black Power-rörelsen har blivit en symbol som förknippas med northern soul-kulturen. Även en bild av en brinnande fackla och slagord som "keep the faith" och "keep on burning" används ofta i samband med soulklubbar och northern soul-relaterat bildmaterial.